# Прогрессивная партия (США, 1948)
Прогрессивная партия (1948 года), в некоторых штатах Независимая прогрессивная партия — политическая партия США левого толка, существовавшая в 1948—1955 годы и созданная Генри Уоллесом, бывшим вице-президентом при Франклине Делано Рузвельте, и сенатором от Айдахо Гленом Тейлором во время предвыборной президентской кампании 1948 года.
Не связана с ранее существовавшими одноимёнными партиями Теодора Рузвельта и Роберта Лафоллета. В отличие от этих партий-предшественниц, партия получила на выборах 1948 и 1952 годов незначительное количество голосов (2,37 % и менее 1 %). Ей даже не удалось стать «третьей» в буквальном смысле слова, так как на президентских выборах 1948 года её кандидата Уоллеса несколько опередил расист-диксикрат Стром Турмонд под лозунгом «Сегрегация навсегда».

## Программа
Идеал Генри Уоллеса характеризовали как «конвергентное сообщество, сочетающее лучшие стороны „американского капитализма“, „европейского социализма“ и „русского коммунизма“». Экономическая составляющая платформы Прогрессивной партии основывалась на кейнсианских идеях стимулирования спроса и на воззрениях Торстейна Веблена. Она предусматривала «смешанную экономику» и государственное планирование, соответствуя программам европейских левых социал-демократов в пунктах национализации крупнейших банков и отдельных монополизированных отраслей промышленности. Политическая платформа Уоллеса включала конец сегрегации, полные избирательные права для афроамериканцев и универсальное государственное медицинское страхование. По тем временам такая платформа была необычна и опережала своё время. В южных штатах в кампании афроамериканцы участвовали вместе с белыми. Сам Уоллес отказывался выступать перед сегрегированной аудиторией и останавливаться в местах, где поддерживалась сегрегация.

## Учреждение

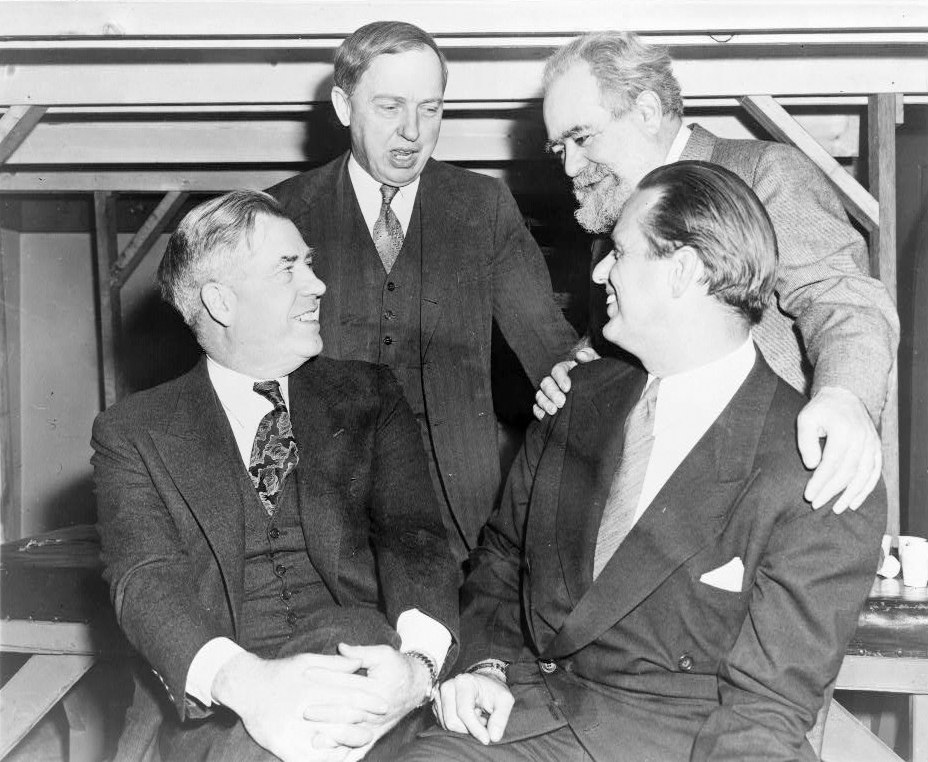
Члены «Прогрессивных граждан Америки», 1947 год. Слева направо: бывший вице-президент Генри Уоллес, астроном Харлоу Шепли, скульптор Джозеф Дэвидсон и сын Франклина Делано Рузвельта Эллиот.

Костяком партии стало левое крыло Демократической партии — организация «Прогрессивные граждане Америки» (ПГА), образованная в декабре 1946 года путём слияния гражданского комитета политического действия (НГКПД) и Независимого гражданского комитета деятелей науки, искусств и свободных профессий (НГКДНИ). ПГА активно выступала против развёртывавшейся «холодной войны» и за сближение с СССР, что отличало её от другой леволиберальной группы в Демократической партии, «Американцы за демократическое действие», придерживавшейся интервенционистской и антикоммунистической ориентации.
В учредительном съезде Прогрессивной партии 23-25 июля 1948 года в Филадельфии участвовало 3 240 делегатов от всех 48 штатов. Состав прогрессистского представительства отражал социальную структуру движения в целом. Средний возраст делегатов был на 20 лет ниже, чем на съездах республиканцев и демократов. Женщины составляли треть участников конвенции, члены профсоюзов — 35 %; 20 % являлись ветеранами войны, 21 % — людьми свободных профессий, 9 % — мелкими предпринимателями.

## Состав и поддержка
Прогрессивная партия объединяла преимущественно круги либеральной интеллигенции и левых профсоюзов. Эту «третью» партию поддерживали видные представители науки и искусства: Альберт Эйнштейн, Уильям Дюбуа, Норман Мейлер, Поль Робсон, Рокуэл Кент, Пит Сигер, Лайнус Полинг, Томас Манн, Артур Миллер, Говард Фаст, Клиффорд Одетс, Льюис Майлстоун, Альберт Мальц, Джордж Антейл, Ларри Адлер, Сэм Джаффе, Аарон Копленд, Ута Хаген, Бёрл Айвз, Джуди Холлидей, Ли Джей Кобб, Лилиан Хеллман, Джон Хьюстон, Дэшил Хэммет, И. Ф. Стоун, Арти Шоу, Фрэнк Ллойд Райт, Энн Ревир. Прогрессивную партию также поддержали представители немногочисленного левого фланга американского политического мейнстрима, в том числе член Демократической партии Элеонора Рузвельт, вдова Франклина Рузвельта, и бывший член Республиканской партии Вито Маркантонито, соратник Фьорелло Ла Гуардия.
Кандидатуру Уоллеса поддержала небольшая Американская трудовая партия, а также Коммунистическая партия США. Впрочем, поддержка последней скорее повредила Уоллесу из-за начинающейся холодной войны и антикоммунистической истерии (из которой развился маккартизм). Прогрессистов начали обвинять в том, что ими якобы руководят лидеры коммунистов Уильям З. Фостер и Юджин Деннис.

## Участие в выборах
Поначалу Прогрессивная партия могла рассчитывать на голоса многих сторонников «Нового курса», недовольных более консервативным Гарри Трумэном. Опросы общественного мнения предсказывали Уоллесу от 11 % до 18 % голосов избирателей. Поэтому помощник президента Кларк Клиффорд обратился к Трумэну с меморандумом, предлагая нейтрализовать прогрессистов двумя разными тактиками: во внутренней политике — более левой и популистской программой, учитывающей интересы рабочих, фермеров и афроамериканцев, а во внешней политике — нагнетанием враждебности к Советскому Союзу, выставляя миролюбивого Уоллеса его марионеткой. Это облегчалось действиями самого СССР, усиливавшего свой контроль над Восточной Европой и установившего блокаду Западного Берлина. В атмосфере шовинизма, подозрительности и гонений на инакомыслящих (вторая «Красная истерия») в США предвыборная кампания Прогрессивной партии была затруднена.
В итоге, количество голосов за кандидата прогрессистов (2,37 %) оказалось ниже самых пессимистических прогнозов, что означало серьезное поражение антивоенного и левого движения. При этом половина из 1,157 миллионов голосов, отданных за Уоллеса, приходилась на штат Нью-Йорк, где тот баллотировался от Американской трудовой партии.
Генри Уоллес покинул Прогрессивную партию в 1950 году, когда вторжение Северной Кореи в Южную заставило его отойти от пацифизма и поддержать ведомую Трумэном Корейскую войну. На выборах 1952 года кандидаты партии, Винсент Хэллинан и Шарлотта Басс (первая афроамериканка, выдвинутая на должность вице-президента), получили лишь 0,2 % голосов. Партия сошла на нет и была распущена в 1955 году.